# Leonardo Sarto

a Compétitions nationales et continentales officielles uniquement.

b Matchs officiels uniquement.
Dernière mise à jour le 4 juin 2020.
Leonardo Sarto, né le 15 janvier 1992 à Zevio en Italie, est un joueur italien de rugby à XV qui évolue au poste d'ailier.Il joue actuellement au sein de l'effectif du Benetton Trévise.

## Biographie
Après avoir disputé pendant quatre ans la  (ex ligue celte) avec la franchise italienne de Zebre, il rejoint à partir de la saison 2016-2017 la franchise écossaise des Glasgow Warriors qui évolue en Pro14.
Blessé à l'épaule en janvier 2018 il est contraint de se faire opérer à plusieurs reprises, écourtant ainsi son séjour en écosse. Ayant entre-temps signé à Leicester, après un essai à Bristol, il ne retrouve les terrains qu'en janvier 2019, avec un temps de jeu réduit pour son retour de blessure entraînant son départ en fin de saison. Il reprend par la suite l'entrainement avec la franchise italienne de Trévise, signant un contrat avec elle fin juillet 2019.

## Style de joueur
Possédant un gabarit imposant à son poste (1,92 m pour 93 kg), c'est un joueur puissant mais également assez vif et rapide malgré sa taille.

## Carrière

### En club
- 2012-2016 : Zebre
- 2016-2018 : Glasgow Warriors
- 2019- : Leicester Tigers

### En sélection
Sarto connaît sa première sélection face à l'Écosse le 22 juillet 2013 à Pretoria.
Lors de sa première sélection il inscrit même son premier essai international (5e minute de jeu).

### En équipe nationale
Au 13 mars 2016, Leonardo Sarto compte 27 sélections depuis sa première sélection le 22 juin 2013 contre l'Écosse. Il inscrit 35 points, sept essais. 
Il compte deux sélections en 2013 , dix en 2014 et onze en 2015.
Leonardo Sarto participe à deux éditions du Tournoi des Six Nations en 2014, 2015. Il participe à une édition de la coupe du monde. En 2015, il joue lors de quatre rencontres, face à la France, au Canada, l'Irlande et la Roumanie, match où il inscrit un essai.